# كلاريس دوريس هيلمان
كلاريس دوريس هيلمان (بالإنجليزية: Clarisse Doris Hellman)‏ هي مؤرخة علوم أمريكية، ولدت في 28 أغسطس 1910 في نيويورك في الولايات المتحدة، وتوفي بنفس المكان في 28 مارس 1973.